# Amt Werther
Das Amt Werther war ein Amt im Kreis Halle (Westf.) in Nordrhein-Westfalen, Deutschland mit Sitz in Werther (Westf.). Durch das Bielefeld-Gesetz wurde das Amt am 1. Januar 1973 aufgelöst. Die historischen Vorläufer des Amtes waren die Vogtei Werther der Grafschaft Ravensberg und der Kanton Werther der Franzosenzeit.

## Vorgeschichte

### Die Vogtei Werther
Die Vogtei Werther war bis 1807 eine Verwaltungseinheit im Amt Sparrenberg der Grafschaft Ravensberg. Sie umfasste die beiden Kirchspiele Dornberg und Werther. Zum Kirchspiel Dornberg gehörten das Kirchdorf Kirchdornberg, die Bauerschaften Babenhausen, Deppendorf, Großdornberg, Hoberge und Niederdornberg sowie das kirchliche Gut Uerentrup. Zum Kirchspiel Werther gehörten die Stadt Werther, die Bauerschaften Häger, Isingdorf, Rotenhagen, Rotingdorf, Schröttinghausen und Theenhausen sowie das adlige Gut Werther.

### Der Kanton Werther im Königreich Westphalen
Nachdem die Grafschaft Ravensberg 1807 an das Königreich Westphalen gefallen war, wurden neue Verwaltungsstrukturen nach französischem Vorbild geschaffen. Dabei wurde im Distrikt Bielefeld im Departement der Weser des Königreichs auch der Kanton Werther gebildet. Dieser umfasste neben dem gesamten Gebiet der alten Vogtei Werther auch Niederjöllenbeck und Oberjöllenbeck. 1808 wurde der Kanton aufgrund seiner hohen Bevölkerungszahl in die beiden Munizipalitäten Dornberg und Werther untergliedert. Die Dornberger und Jöllenbecker Gemeinden bildeten die Munizipalität Dornberg und Kirchspiel Werther bildete die Munizipalität Werther. Der Kanton hatte im Jahr 1808 9.710 Einwohner.

### Der Kanton Werther im Kaiserreich Frankreich
Nach der Annexion großer Teile Norddeutschlands durch Frankreich verlief die neue Staatsgrenze zwischen dem Königreich Westphalen und Frankreich quer durch den Kanton Werther, was zu den folgenden Gebietsänderungen führte:
- Im Arrondissement Minden des französischen Départements der oberen Ems wurde ein neuer Kanton Werther gebildet, der in vier Mairien gegliedert war und 11.471 Einwohner hatte:[5]
  - Mairie Werther mit Werther, Theenhausen, Rotingdorf, Rotenhagen, Häger, Schröttinghausen und Deppendorf
  - Mairie Spenge mit Spenge, Lenzinghausen, Hücker und Aschen
  - Mairie Wallenbrück mit Baringdorf, Düttingdorf, Helligen und Wallenbrück
  - Mairie Halle mit Halle, Oldendorf, Hesseln, Eggeberg sowie Teilen von Ascheloh und Hörste

- Isingdorf, Großdornberg, Kirchdornberg, Hoberge, Babenhausen, Niederdornberg und Uerentrup verblieben im Königreich Westphalen und kamen zum Kanton Schildesche im Distrikt Bielefeld des Departements der Fulda.[6]

Nach der napoleonischen Niederlage fiel das Gebiet der Grafschaft Ravensberg zurück an Preußen und wurde zunächst der Regierungskommission Bielefeld des Generalgouvernements zwischen Weser und Rhein unterstellt, bevor es 1815 Teil der neuen Provinz Westfalen wurde und 1816 in Kreise gegliedert wurde. Die Kantone bzw. Bürgermeistereien aus der Franzosenzeit wurden als Verwaltungseinheiten unterhalb der Kreisebene teilweise beibehalten. Ihre Grenzen wurden insbesondere dort korrigiert, wo sie seit der französischen Annexion nicht mehr den Grenzen der Kirchspiele folgten. Der Verwaltungsbezirk Werther im neuen Kreis Halle umfasste das Gebiet der alten Vogtei Werther, also die Stadt Werther sowie Häger, Isingdorf, Rotenhagen, Rotingdorf, Theenhausen und Schröttinghausen.

## Das Amt Werther
Bei der Einführung der westfälischen Landgemeinde-Ordnung von 1841 wurden die Verwaltungsbezirke unterhalb der Kreisebene, sofern es sich nicht um Städte gemäß der revidierten Städteordnung handelte, zu Ämtern. Im Kreis Halle wurde dadurch aus dem Verwaltungsbezirk Werther das Amt Werther.
Ämter waren die unterste Verwaltungsinstanz und wurden zunächst von durch die Regierung ernannten Amtmännern, später von Amtsbürgermeistern geführt. Nach dem Zweiten Weltkrieg hießen die Leiter der Ämter Amtsdirektoren. 
Durch das Bielefeld-Gesetz wurde das Amt Werther zum 1. Januar 1973 aufgelöst und die Gemeinden bis auf den größten Teil von Schröttinghausen, der nach Bielefeld eingegliedert wurde, zur Stadt Werther (Westf.) zusammengeschlossen.

## Amtsgliederung
Folgende Gemeinden gehörten dem Amt Werther an:
| Gemeinde Stand: 31. Dezember 1972 | Fläche (ha) | Gemeinden des Amtes Werther |
| --------------------------------- | ----------- | --------------------------- |
| Häger (Gemeinde)                  | 615         | Gemeinden des Amtes Werther |
| Isingdorf (Gemeinde)              | 753         | Gemeinden des Amtes Werther |
| Rotenhagen (Gemeinde)             | 539         | Gemeinden des Amtes Werther |
| Rotingdorf (Gemeinde)             | 402         | Gemeinden des Amtes Werther |
| Schröttinghausen(Gemeinde)        | 685         | Gemeinden des Amtes Werther |
| Theenhausen (Gemeinde)            | 437         | Gemeinden des Amtes Werther |
| Werther (Westfalen) (Stadt)       | 549         | Gemeinden des Amtes Werther |

## Einwohnerentwicklung

Bevölkerungsentwicklung im Amt Werther
zwischen 1817 und 1970

| Jahr | Einwohner | Quelle |
| ---- | --------- | ------ |
| 1817 | 5.597     | [ 11 ] |
| 1843 | 6.963     | [ 12 ] |
| 1864 | 6.282     | [ 13 ] |
| 1871 | 5.761     | [ 14 ] |
| 1900 | 6.140     | [ 11 ] |
| 1910 | 6.157     | [ 15 ] |

| Jahr | Einwohner | Quelle |
| ---- | --------- | ------ |
| 1925 | 6.079     | [ 16 ] |
| 1939 | 06.120    | [ 16 ] |
| 1946 | 09.164    | [ 11 ] |
| 1961 | 09.200    | [ 17 ] |
| 1965 | 09.900    | [ 11 ] |
| 1970 | 10.435    | [ 17 ] |